# Parafia Miłosierdzia Bożego w Rzeszowie
Parafia Miłosierdzia Bożego w Rzeszowie-Białej − parafia rzymskokatolicka znajdująca się w diecezji rzeszowskiej w dekanacie Rzeszów Katedra. Erygowana w 1983. Mieści się pod numerem 127. Usytuowana na terenie Osiedla Biała.

## Historia parafii
Biała była wzmiankowana już w 1368 roku. Wieś należała do parafii w Słocinie, a od 1946 roku do parafii w Zalesiu. W latach 70. XX wieku w części domu ofiarowanego przez Marię Leś utworzono punkt katechetyczny, który następnie zaadaptowano na tymczasową kaplicę. Od 13 grudnia 1981 roku w kaplicy odprawiano msze święte.
W 1982 roku rozpoczęto remont i rozbudowę kaplicy - podniesiono i wzmocniono dach, a na nowych fundamentach wzniesiono ściany oraz dobudowano przedsionek. 28 czerwca 1982 roku bp przemyski Ignacy Tokarczuk poświęcił kościół pw. Miłosierdzia Bożego. W 1983 roku została erygowana parafia. 25 marca 1992 roku parafia została przydzielona do nowo utworzonej diecezji rzeszowskiej. 
1 stycznia 2009 roku Biała została włączona w granice miasta Rzeszowa. W 2002 roku rozpoczęto budowę nowego kościoła, według projektu arch. inż. Henryka Sobolewskiego. 23 sierpnia 2015 roku bp Jan Wątroba poświęcił nowy kościół. Na terenie parafii jest 2 764 wiernych.

## Proboszczowie parafii
| Lata         | Proboszcz              |
| ------------ | ---------------------- |
| 1983–2016    | ks. Mieczysław Mleczko |
| 2016–obecnie | ks. Tomasz Bać         |